# Шелудьківська сільська рада
Шелу́дьківська сільська́ ра́да — адміністративно-територіальна одиниця та орган місцевого самоврядування у Зміївському районі Харківської області. Адміністративний центр — село Шелудьківка.

## Загальні відомості
- Шелудьківська сільська рада утворена в 1920 році.
- Територія ради: 50,76 км²
- Населення ради: 2 746 осіб (станом на 2001 рік)

## Населені пункти
Сільській раді підпорядковані населені пункти:
- с. Шелудьківка

## Склад ради
Рада складається з 16 депутатів та голови.
- Голова ради: Бутко Володимир Іванович
- Секретар ради: Яненко Лідія Іванівна

### Керівний склад попередніх скликань
| Прізвище, ім'я, по батькові | Основні відомості                                                 | Дата обрання | Дата звільнення |
| --------------------------- | ----------------------------------------------------------------- | ------------ | --------------- |
| Бутко Володимир Іванович    | Сільський голова, 1958 року народження, освіта вища, безпартійний | 26.03.2006   | 31.10.2010      |
| Бутко Володимир Іванович    | Сільський голова, 1958 року народження, освіта вища, безпартійний | 31.10.2010   |                 |

Примітка: таблиця складена за даними сайту Верховної Ради України

### Депутати
За результатами місцевих виборів 2010 року депутатами ради стали:

#### За суб'єктами висування
| Суб'єкт висування                                       | Кількість обраних депутатів | %    |
| ------------------------------------------------------- | --------------------------- | ---- |
| Самовисування                                           | 10                          | 62,5 |
| Комуністична партія України                             | 2                           | 12,5 |
| Партія регіонів                                         | 2                           | 12,5 |
| Політична партія Всеукраїнське об'єднання «Батьківщина» | 2                           | 12,5 |

#### За округами
| № округу                                                | Прізвище, ім'я, по батькові  | Дата визнання обраним | Освіта  | Партійна приналежність | Відомості про обраного депутата                      |
| ------------------------------------------------------- | ---------------------------- | --------------------- | ------- | ---------------------- | ---------------------------------------------------- |
| Комуністична партія України                             |                              |                       |         |                        |                                                      |
| 6                                                       | Буряк Олена Олександрівна    | 02.11.2010            | середня | позапартійна           | ТОВ Агрофірма імені Гагаріна, доярка                 |
| 8                                                       | Слюсарева Катерина Кузьмівна | 02.11.2010            | середня | позапартійна           | Шелудьківська Лікарня, медична сестра                |
| Партія регіонів                                         |                              |                       |         |                        |                                                      |
| 14                                                      | Кухлеєв Олександр Вікторович | 02.11.2010            | вища    | член Партії регіонів   | Фізична Особа Підприємець Кухлеєв                    |
| 15                                                      | Довбій Володимир Пилипович   | 02.11.2010            | середня | позапартійний          | пенсіонер                                            |
| Політична партія Всеукраїнське об'єднання «Батьківщина» |                              |                       |         |                        |                                                      |
| 5                                                       | Безцінна Ольга Анатоліївна   | 02.11.2010            | вища    | позапартійна           | Шелудьківська сільська Рада, спеціаліст по субсидіям |
| 7                                                       | Бараник Микола Павлович      | 02.11.2010            | середня | позапартійний          | м. ХарківООО Охорона-Сервіс, охоронець               |
| Самовисування                                           |                              |                       |         |                        |                                                      |
| 1                                                       | Клименко Андрій Анатолійович | 02.11.2010            | середня | позапартійний          | ТОВ Агрофірма імені Гагаріна, тракторист             |
| 2                                                       | Голуб Євген Миколайович      | 02.11.2010            | вища    | позапартійний          | ТОВ Агрофірма імені Гагаріна, робітник               |
| 3                                                       | Сумець Олександр Іванович    | 02.11.2010            | середня | позапартійний          | ТОВ Агрофірма імені Гагаріна, водій                  |
| 4                                                       | Чорнобай Лариса Іванівна     | 02.11.2010            | середня | позапартійна           | ТОВ Агрофірма імені Гагаріна, бухгалтер              |
| 9                                                       | Радькова Тетяна Миколаївна   | 02.11.2010            | середня | позапартійна           | ТОВ Агрофірма імені Гагаріна, телятниця              |
| 10                                                      | Мороз Микола Іванович        | 02.11.2010            | вища    | позапартійний          | ТОВ Агрофірма імені Гагаріна, майстер-будівельник    |
| 11                                                      | Павленко Катерина Василівна  | 02.11.2010            | вища    | позапартійна           | ТОВ Агрофірма імені Гагаріна, економіст              |
| 12                                                      | Підопригора Лариса Василівна | 02.11.2010            | середня | позапартійна           | Шелудьківська сільська бібліотека, бібліотекар       |
| 13                                                      | Яненко Лідія Іванівна        | 02.11.2010            | середня | позапартійна           | Шелудьківськасільськарада, секретар                  |
| 16                                                      | Швець Петро Степанович       | 02.11.2010            | вища    | позапартійний          | ТОВ Агрофірма імені Гагаріна, головний агроном       |